# Verarbeitungswein
Der Begriff Verarbeitungswein wurde bei der Weingesetzänderung als Folge der EG-Verordnung Nr. 1493/1999 eingeführt, die wiederum durch die Verordnung (EG) Nr. 479/2008 des Rates vom 29. April 2008 ersetzt wurde.

## Ziel der Verordnung
Ziel war eine Marktspaltung zur Produktionsausrichtung in drei Kategorien:
- Qualitätswein bestimmter Anbaugebiete
- Tafelwein mit geografischer Herkunftsbezeichnung
- Verarbeitungswein

Die Menge des zur Destillation angemeldeten Tafelweins, die die höchsten Kosten im EG-Weinbinnenmarkt verursacht, sollte dadurch vermindert werden.

## Begriffsbestimmung
Der Begriff beschreibt diejenigen Produkte, die zwar aus dem Weinbau bzw. der Traubenproduktion stammen, die jedoch innerhalb des Qualitätsgruppen-Modells auf einer unteren Stufe stehen oder später nicht zwingend dem Weingesetz unterliegen und keiner besonderen Qualitätsprüfung unterliegen. Hierfür wurden verschiedene Hektarhöchstertragsregelungen festgelegt.
Im Weingesetz wird dieser definiert als:
1. Wein, der als Verschnitt von Weinen aus mehreren Ländern der Europäischen Gemeinschaft gekennzeichnet ist.
2. Wein, der zur Herstellung von Schaumwein oder Qualitätsschaumwein ohne Rebsortenangabe bestimmt ist.
3. Wein, der zur Herstellung von Brennwein, Weinessig, alkoholfreiem oder alkoholreduziertem Wein oder daraus hergestellten schäumenden Getränken, weinhaltigen Getränken, aromatisierten Weinen oder anderen Lebensmitteln, die keine Erzeugnisse im Sinne des Weingesetzes sind, bestimmt ist.

In das Kontingent von bis zu 200 Hektoliter pro Hektar (je nach Anbaugebiet) fällt auch die Produktion von Traubensaft oder Verjus.